# انتیه بوتیوس
انتیه بوتیوس (انگلیسی: Antje Boetius؛ زادهٔ ۵ مارس ۱۹۶۷) دانشمند در زمینه زیست‌شناسی دریا اهل آلمان است.